# 古厩盛兼
古厩 盛兼（ふるまや もりかね）は、戦国時代の武将、信濃国安曇郡古厩城主。

## 略歴
古厩氏は信濃森城主・仁科盛園に遡る仁科氏の傍流。
古厩因幡守盛晴の子として誕生。父・盛晴は安曇郡有明に古厩城を築き古厩郷として支配していた。しかし信濃守護小笠原氏との抗争を経て被官化した仁科氏の惣領家は、安曇野北部における古厩荘の戦略的優位性から、分家である古厩家と軋轢を生じながら当地に小岩嶽城を築く事となる。後に武田晴信が安曇郡まで侵攻してきた際、壮絶な戦いが繰り広げられた。
小岩嶽城落城を経て、古厩氏は武田方に降伏しひとまず命脈を永らえた。しかし武田・仁科両氏滅亡後、復権した小笠原貞慶に上杉景勝への内通の疑いをかけられ滅ぼされている。